# خوآن د لا کروس
خوآن د لا کروس (اسپانیایی: Juan de la Cruz‎؛ زادهٔ ۶ فوریهٔ ۱۹۵۴) بازیکن بسکتبال اهل اسپانیا بود.
از باشگاه‌هایی که در آن بازی کرده‌است می‌توان به باشگاه فوتبال بارسلونا اشاره کرد.
وی در مسابقات کشوری و بین‌المللی در مجموع برندهٔ ۲ مدال نقره شده‌است.